# Pedrocortesia luteomarginata
Pedrocortesia luteomarginata är en kvalsterart som beskrevs av Hammer 1966. Pedrocortesia luteomarginata ingår i släktet Pedrocortesia och familjen Plateremaeidae. Inga underarter finns listade i Catalogue of Life.